# Cordeiro (ort)
Cordeiro är en ort i Brasilien.   Den ligger i kommunen Cordeiro och delstaten Rio de Janeiro, i den sydöstra delen av landet, 900 km sydost om huvudstaden Brasília. Cordeiro ligger 491 meter över havet och antalet invånare är 15 601.
Terrängen runt Cordeiro är lite kuperad. Cordeiro är det största samhället i trakten.
Omgivningarna runt Cordeiro är huvudsakligen savann. Runt Cordeiro är det ganska tätbefolkat, med 166 invånare per kvadratkilometer.